# Copa del Mundo de Rugby 7 de 2013
La Copa del Mundo de Rugby 7 de 2013 en Moscú (RWC Sevens Moscow 2013) fue la sexta edición de la Copa Mundial de rugby 7, organizada por la World Rugby (WR). Se jugó en Moscú, Rusia en el Estadio Olímpico Luzhnikí. El torneo tuvo un formato de dos etapas: una primera etapa clasificatoria por grupos y una segunda etapa de eliminación directa (play off), en tres instancias (cuartos de final, semifinal y final). A su vez, la etapa de eliminación directa se organizó con tres competencias, los mejores disputaron la Copa Melrose o Copa de Oro (Cup), los equipos de clasificación intermedia la Copa de Plata (Plate), y los equipos de peor clasificación la Copa de Bronce (Bowl). 
A partir de esta edición la WR procedió a ordenar los campeonatos del mundo dentro del calendario olímpico tras la inclusión de este deporte en el programa olímpico para los Juegos Olímpicos de Río de Janeiro 2016, de forma que la siguiente edición se celebró en el año 2018 y de ahí en adelante cada cuatro años, celebrándose en los años pares no olímpicos.
En el torneo masculino fue campeón Nueva Zelanda y subcampeón Inglaterra. En el torneo femenino también fue campeón Nueva Zelanda y subcampeón Canadá.

## Masculino

### Equipos
24 equipos participaron en el torneo:
| África                                 | Norteamérica/Caribe       | Sudamérica            | Europa                                                                                     | Asia                            | Oceanía                                            |
| -------------------------------------- | ------------------------- | --------------------- | ------------------------------------------------------------------------------------------ | ------------------------------- | -------------------------------------------------- |
| - Kenia - Sudáfrica - Zimbabue - Túnez | - Estados Unidos - Canadá | - Argentina - Uruguay | - Inglaterra - Rusia (Anfitrión) - Gales - Portugal - España - Francia - Georgia - Escocia | - Japón - Hong Kong - Filipinas | - Australia - Fiyi - Nueva Zelanda - Samoa - Tonga |

### Fase de grupos

#### Grupo A
| Equipo    | Pj | G | E | P | PF | PC | +/−  | Pts |
| --------- | -- | - | - | - | -- | -- | ---- | --- |
| Australia | 3  | 2 | 1 | 0 | 78 | 24 | + 54 | 8   |
| Francia   | 3  | 2 | 1 | 0 | 62 | 41 | + 21 | 8   |
| Túnez     | 3  | 1 | 0 | 2 | 40 | 88 | − 48 | 5   |
| España    | 3  | 0 | 0 | 3 | 41 | 68 | − 27 | 3   |

#### Grupo B
| Equipo    | Pj | G | E | P | PF  | PC | +/−   | Pts |
| --------- | -- | - | - | - | --- | -- | ----- | --- |
| Sudáfrica | 3  | 3 | 0 | 0 | 105 | 0  | + 105 | 9   |
| Escocia   | 3  | 2 | 0 | 1 | 40  | 63 | − 23  | 7   |
| Japón     | 3  | 0 | 1 | 2 | 29  | 64 | − 35  | 4   |
| Rusia     | 3  | 0 | 1 | 2 | 17  | 64 | − 47  | 4   |

#### Grupo C
| Equipo    | Pj | G | E | P | PF | PC | +/−  | Pts |
| --------- | -- | - | - | - | -- | -- | ---- | --- |
| Kenia     | 3  | 3 | 0 | 0 | 93 | 22 | + 71 | 9   |
| Samoa     | 3  | 2 | 0 | 1 | 62 | 31 | + 31 | 7   |
| Zimbabue  | 3  | 1 | 0 | 2 | 38 | 59 | − 21 | 5   |
| Filipinas | 3  | 0 | 0 | 3 | 12 | 93 | − 81 | 3   |

#### Grupo D
| Equipo         | Pj | G | E | P | PF | PC | +/−  | Pts |
| -------------- | -- | - | - | - | -- | -- | ---- | --- |
| Nueva Zelanda  | 3  | 3 | 0 | 0 | 83 | 38 | + 45 | 9   |
| Canadá         | 3  | 2 | 0 | 1 | 53 | 64 | − 11 | 7   |
| Estados Unidos | 3  | 1 | 0 | 2 | 59 | 60 | − 1  | 5   |
| Georgia        | 3  | 0 | 0 | 3 | 45 | 78 | − 33 | 3   |

#### Grupo E
| Equipo  | Pj | G | E | P | PF  | PC  | +/−   | Pts |
| ------- | -- | - | - | - | --- | --- | ----- | --- |
| Gales   | 3  | 3 | 0 | 0 | 80  | 38  | + 42  | 9   |
| Fiyi    | 3  | 2 | 0 | 1 | 106 | 19  | + 87  | 7   |
| Tonga   | 3  | 1 | 0 | 2 | 55  | 73  | − 18  | 5   |
| Uruguay | 3  | 0 | 0 | 3 | 5   | 116 | − 111 | 3   |

#### Grupo F
| Equipo     | Pj | G | E | P | PF | PC | +/−  | Pts |
| ---------- | -- | - | - | - | -- | -- | ---- | --- |
| Inglaterra | 3  | 3 | 0 | 0 | 73 | 26 | + 47 | 9   |
| Argentina  | 3  | 1 | 0 | 2 | 69 | 38 | + 31 | 5   |
| Portugal   | 3  | 1 | 0 | 2 | 38 | 48 | − 10 | 5   |
| Hong Kong  | 3  | 1 | 0 | 2 | 31 | 99 | − 68 | 5   |

### Etapa eliminatoria

#### Orden de clasificación
| Copa Melrose          | Copa Melrose | Copa de Plata         | Copa de Plata | Copa de Bronce       | Copa de Bronce |
| Equipo                | Posición     | Equipo                | Posición      | Equipo               | Posición       |
| --------------------- | ------------ | --------------------- | ------------- | -------------------- | -------------- |
| Mejor Primero         | 1            | Tercero mejor Segundo | 9             | Quinto mejor tercero | 17             |
| Segundo mejor Primero | 2            | Cuarto mejor Segundo  | 10            | Sexto mejor tercero  | 18             |
| Tercer mejor Primero  | 3            | Quinto mejor Segundo  | 11            | Mejor cuarto         | 19             |
| Cuarto mejor Primero  | 4            | Sexto mejor Segundo   | 12            | Segundo mejor cuarto | 20             |
| Quinto mejor Primero  | 5            | Mejor Tercero         | 13            | Tercer mejor cuarto  | 21             |
| Sexto mejor Primero   | 6            | Segundo mejor Tercero | 14            | Cuarto mejor cuarto  | 22             |
| Mejor Segundo         | 7            | Tercero mejor Tercero | 15            | Quinto mejor cuarto  | 23             |
| Segundo mejor Segundo | 8            | Cuarto mejor Tercero  | 16            | Sexto mejor cuarto   | 24             |

#### Copa de bronce (bowl)
|  | Cuartos de final | Cuartos de final |       |         | Semifinales | Semifinales |  |       | Final | Final |  |
|  |                  |                  |       |         |             |             |  |       |       |       |  |
|  |                  |                  |       |         |             |             |  |       |       |       |  |
|  | Túnez            | 7                |       |         |             |             |  |       |       |       |  |
|  | Túnez            | 7                |       |         |             |             |  |       |       |       |  |
|  | Uruguay          | 12               |       |         |             |             |  |       |       |       |  |
|  | Uruguay          | 12               |       | Uruguay | 0           |             |  |       |       |       |  |
|  |                  |                  |       | Uruguay | 0           |             |  |       |       |       |  |
|  |                  |                  | Rusia | 38      |             |             |  |       |       |       |  |
|  | Rusia            | 17               | Rusia | 38      |             |             |  |       |       |       |  |
|  | Rusia            | 17               |       |         |             |             |  |       |       |       |  |
|  | España           | 7                |       |         |             |             |  |       |       |       |  |
|  | España           | 7                |       |         |             |             |  | Rusia | 29    |       |  |
|  |                  |                  |       |         |             |             |  | Rusia | 29    |       |  |
|  |                  |                  | Japón | 5       |             |             |  |       |       |       |  |
|  | Hong Kong        | 10               | Japón | 5       |             |             |  |       |       |       |  |
|  | Hong Kong        | 10               |       |         |             |             |  |       |       |       |  |
|  | Georgia          | 31               |       |         |             |             |  |       |       |       |  |
|  | Georgia          | 31               |       | Georgia | 21          |             |  |       |       |       |  |
|  |                  |                  |       | Georgia | 21          |             |  |       |       |       |  |
|  |                  |                  | Japón | 24      |             |             |  |       |       |       |  |
|  | Japón            | 50               | Japón | 24      |             |             |  |       |       |       |  |
|  | Japón            | 50               |       |         |             |             |  |       |       |       |  |
|  | Filipinas        | 0                |       |         |             |             |  |       |       |       |  |
|  | Filipinas        | 0                |       |         |             |             |  |       |       |       |  |
|  |                  |                  |       |         |             |             |  |       |       |       |  |

#### Copa de plata (plate)
|  | Cuartos de final | Cuartos de final |           |         | Semifinales | Semifinales |  |       | Final | Final |  |
|  |                  |                  |           |         |             |             |  |       |       |       |  |
|  |                  |                  |           |         |             |             |  |       |       |       |  |
|  | Samoa            | 26               |           |         |             |             |  |       |       |       |  |
|  | Samoa            | 26               |           |         |             |             |  |       |       |       |  |
|  | Zimbabue         | 17               |           |         |             |             |  |       |       |       |  |
|  | Zimbabue         | 17               |           | Samoa   | 21          |             |  |       |       |       |  |
|  |                  |                  |           | Samoa   | 21          |             |  |       |       |       |  |
|  |                  |                  | Argentina | 14      |             |             |  |       |       |       |  |
|  | Argentina        | 28               | Argentina | 14      |             |             |  |       |       |       |  |
|  | Argentina        | 28               |           |         |             |             |  |       |       |       |  |
|  | Estados Unidos   | 5                |           |         |             |             |  |       |       |       |  |
|  | Estados Unidos   | 5                |           |         |             |             |  | Samoa | 12    |       |  |
|  |                  |                  |           |         |             |             |  | Samoa | 12    |       |  |
|  |                  |                  | Canadá    | 19      |             |             |  |       |       |       |  |
|  | Escocia          | 17               | Canadá    | 19      |             |             |  |       |       |       |  |
|  | Escocia          | 17               |           |         |             |             |  |       |       |       |  |
|  | Portugal         | 0                |           |         |             |             |  |       |       |       |  |
|  | Portugal         | 0                |           | Escocia | 7           |             |  |       |       |       |  |
|  |                  |                  |           | Escocia | 7           |             |  |       |       |       |  |
|  |                  |                  | Canadá    | 21      |             |             |  |       |       |       |  |
|  | Canadá           | 26               | Canadá    | 21      |             |             |  |       |       |       |  |
|  | Canadá           | 26               |           |         |             |             |  |       |       |       |  |
|  | Tonga            | 0                |           |         |             |             |  |       |       |       |  |
|  | Tonga            | 0                |           |         |             |             |  |       |       |       |  |
|  |                  |                  |           |         |             |             |  |       |       |       |  |

#### Copa Melrose (cup)
|  | Cuartos de final | Cuartos de final |               |            | Semifinales | Semifinales |  |               | Final | Final |  |
|  |                  |                  |               |            |             |             |  |               |       |       |  |
|  |                  |                  |               |            |             |             |  |               |       |       |  |
|  | Sudáfrica        | 10               |               |            |             |             |  |               |       |       |  |
|  | Sudáfrica        | 10               |               |            |             |             |  |               |       |       |  |
|  | Fiyi             | 12               |               |            |             |             |  |               |       |       |  |
|  | Fiyi             | 12               |               | Fiyi       | 0           |             |  |               |       |       |  |
|  |                  |                  |               | Fiyi       | 0           |             |  |               |       |       |  |
|  |                  |                  | Nueva Zelanda | 17         |             |             |  |               |       |       |  |
|  | Nueva Zelanda    | 26               | Nueva Zelanda | 17         |             |             |  |               |       |       |  |
|  | Nueva Zelanda    | 26               |               |            |             |             |  |               |       |       |  |
|  | Gales            | 10               |               |            |             |             |  |               |       |       |  |
|  | Gales            | 10               |               |            |             |             |  | Nueva Zelanda | 33    |       |  |
|  |                  |                  |               |            |             |             |  | Nueva Zelanda | 33    |       |  |
|  |                  |                  | Inglaterra    | 0          |             |             |  |               |       |       |  |
|  | Inglaterra       | 21               | Inglaterra    | 0          |             |             |  |               |       |       |  |
|  | Inglaterra       | 21               |               |            |             |             |  |               |       |       |  |
|  | Australia        | 17               |               |            |             |             |  |               |       |       |  |
|  | Australia        | 17               |               | Inglaterra | 12          |             |  |               |       |       |  |
|  |                  |                  |               | Inglaterra | 12          |             |  |               |       |       |  |
|  |                  |                  | Kenia         | 5          |             |             |  |               |       |       |  |
|  | Kenia            | 24               | Kenia         | 5          |             |             |  |               |       |       |  |
|  | Kenia            | 24               |               |            |             |             |  |               |       |       |  |
|  | Francia          | 19               |               |            |             |             |  |               |       |       |  |
|  | Francia          | 19               |               |            |             |             |  |               |       |       |  |
|  |                  |                  |               |            |             |             |  |               |       |       |  |

## Femenino

### Equipos
El torneo femenino lo disputaron 16 equipos.
| África              | Norteamérica/Caribe       | Sudamérica | Europa                                                                       | Asia            | Oceanía                            |
| ------------------- | ------------------------- | ---------- | ---------------------------------------------------------------------------- | --------------- | ---------------------------------- |
| - Sudáfrica - Túnez | - Estados Unidos - Canadá | - Brasil   | - Inglaterra - Rusia (Anfitrión) - Irlanda - España - Francia - Países Bajos | - Japón - China | - Australia - Nueva Zelanda - Fiyi |

### Fase de grupos

#### Grupo A
| Teams         | Pld | W | D | L | PF | PA  | +/−   | Pts |
| ------------- | --- | - | - | - | -- | --- | ----- | --- |
| Nueva Zelanda | 3   | 3 | 0 | 0 | 97 | 5   | + 92  | 9   |
| Canadá        | 3   | 2 | 0 | 1 | 65 | 27  | + 38  | 7   |
| Países Bajos  | 3   | 1 | 0 | 2 | 33 | 61  | − 28  | 5   |
| Túnez         | 3   | 0 | 0 | 3 | 3  | 105 | − 102 | 3   |

#### Grupo B
| Equipo    | Pj | G | E | P | PF | PC | +/−  | Pts |
| --------- | -- | - | - | - | -- | -- | ---- | --- |
| Australia | 3  | 3 | 0 | 0 | 87 | 5  | + 82 | 9   |
| Irlanda   | 3  | 2 | 0 | 1 | 45 | 37 | + 8  | 7   |
| Sudáfrica | 3  | 1 | 0 | 2 | 24 | 48 | − 24 | 5   |
| China     | 3  | 0 | 0 | 3 | 17 | 83 | − 66 | 3   |

#### Grupo C
| Equipo         | PJ | G | E | P | PF | PC | +/−  | Pts |
| -------------- | -- | - | - | - | -- | -- | ---- | --- |
| Estados Unidos | 3  | 3 | 0 | 0 | 62 | 19 | + 43 | 9   |
| España         | 3  | 1 | 1 | 1 | 47 | 43 | + 4  | 6   |
| Brasil         | 3  | 1 | 0 | 2 | 34 | 52 | − 18 | 5   |
| Fiyi           | 3  | 0 | 1 | 2 | 33 | 62 | − 29 | 4   |

#### Grupo D
| Equipo     | Pj | G | E | P | PF | PC | +/−  | Pts |
| ---------- | -- | - | - | - | -- | -- | ---- | --- |
| Rusia      | 3  | 2 | 1 | 0 | 57 | 51 | + 6  | 8   |
| Inglaterra | 3  | 2 | 0 | 1 | 69 | 17 | + 52 | 7   |
| Francia    | 3  | 1 | 1 | 1 | 69 | 41 | + 28 | 6   |
| Japón      | 3  | 0 | 0 | 3 | 10 | 96 | − 86 | 3   |

### Etapa eliminatoria[5]

#### Copa de Bronce
|  | Cuartos de final | Cuartos de final |       |              | Semifinales | Semifinales |  |              | Final | Final |  |
|  |                  |                  |       |              |             |             |  |              |       |       |  |
|  |                  |                  |       |              |             |             |  |              |       |       |  |
|  | Países Bajos     | 19               |       |              |             |             |  |              |       |       |  |
|  | Países Bajos     | 19               |       |              |             |             |  |              |       |       |  |
|  | Japón            | 14               |       |              |             |             |  |              |       |       |  |
|  | Japón            | 14               |       | Países Bajos | 17          |             |  |              |       |       |  |
|  |                  |                  |       | Países Bajos | 17          |             |  |              |       |       |  |
|  |                  |                  | China | 12           |             |             |  |              |       |       |  |
|  | Brasil           | 5                | China | 12           |             |             |  |              |       |       |  |
|  | Brasil           | 5                |       |              |             |             |  |              |       |       |  |
|  | China            | 10               |       |              |             |             |  |              |       |       |  |
|  | China            | 10               |       |              |             |             |  | Países Bajos | 10    |       |  |
|  |                  |                  |       |              |             |             |  | Países Bajos | 10    |       |  |
|  |                  |                  | Fiyi  | 12           |             |             |  |              |       |       |  |
|  | Francia          | 40               | Fiyi  | 12           |             |             |  |              |       |       |  |
|  | Francia          | 40               |       |              |             |             |  |              |       |       |  |
|  | Túnez            | 7                |       |              |             |             |  |              |       |       |  |
|  | Túnez            | 7                |       | Francia      | 10          |             |  |              |       |       |  |
|  |                  |                  |       | Francia      | 10          |             |  |              |       |       |  |
|  |                  |                  | Fiyi  | 12           |             |             |  |              |       |       |  |
|  | Sudáfrica        | 5                | Fiyi  | 12           |             |             |  |              |       |       |  |
|  | Sudáfrica        | 5                |       |              |             |             |  |              |       |       |  |
|  | Fiyi             | 22               |       |              |             |             |  |              |       |       |  |
|  | Fiyi             | 22               |       |              |             |             |  |              |       |       |  |
|  |                  |                  |       |              |             |             |  |              |       |       |  |

#### Copa de plata (plate)
|  | Semifinales                         | Semifinales                         |           |            | Final                                | Final                                |  |
|  | 30 de junio de 2013 Gorodok Stadium | 30 de junio de 2013 Gorodok Stadium |           |            | 30 de junio de 2013 Luzhniki Stadium | 30 de junio de 2013 Luzhniki Stadium |  |
|  |                                     |                                     |           |            |                                      |                                      |  |
|  |                                     |                                     |           |            |                                      |                                      |  |
|  | Inglaterra                          | 22                                  |           |            |                                      |                                      |  |
|  | Inglaterra                          | 22                                  |           |            |                                      |                                      |  |
|  | Irlanda                             | 0                                   |           |            |                                      |                                      |  |
|  | Irlanda                             | 0                                   |           | Inglaterra | 5                                    |                                      |  |
|  |                                     |                                     |           | Inglaterra | 5                                    |                                      |  |
|  |                                     |                                     | Australia | 14         |                                      |                                      |  |
|  | Rusia                               | 5                                   | Australia | 14         |                                      |                                      |  |
|  | Rusia                               | 5                                   |           |            |                                      |                                      |  |
|  | Australia                           | 7                                   |           |            |                                      |                                      |  |
|  | Australia                           | 7                                   |           |            |                                      |                                      |  |
|  |                                     |                                     |           |            |                                      |                                      |  |

#### Copa Melrose (cup)
|  | Cuartos de final | Cuartos de final |                |               | Semifinales | Semifinales |  |               | Final | Final |  |
|  |                  |                  |                |               |             |             |  |               |       |       |  |
|  |                  |                  |                |               |             |             |  |               |       |       |  |
|  | Nueva Zelanda    | 24               |                |               |             |             |  |               |       |       |  |
|  | Nueva Zelanda    | 24               |                |               |             |             |  |               |       |       |  |
|  | Inglaterra       | 7                |                |               |             |             |  |               |       |       |  |
|  | Inglaterra       | 7                |                | Nueva Zelanda | 19          |             |  |               |       |       |  |
|  |                  |                  |                | Nueva Zelanda | 19          |             |  |               |       |       |  |
|  |                  |                  | Estados Unidos | 10            |             |             |  |               |       |       |  |
|  | Estados Unidos   | 14               | Estados Unidos | 10            |             |             |  |               |       |       |  |
|  | Estados Unidos   | 14               |                |               |             |             |  |               |       |       |  |
|  | Irlanda          | 5                |                |               |             |             |  |               |       |       |  |
|  | Irlanda          | 5                |                |               |             |             |  | Nueva Zelanda | 29    |       |  |
|  |                  |                  |                |               |             |             |  | Nueva Zelanda | 29    |       |  |
|  |                  |                  | Canadá         | 12            |             |             |  |               |       |       |  |
|  | Rusia            | 12               | Canadá         | 12            |             |             |  |               |       |       |  |
|  | Rusia            | 12               |                |               |             |             |  |               |       |       |  |
|  | Canadá           | 15               |                |               |             |             |  |               |       |       |  |
|  | Canadá           | 15               |                | Canadá        | 10          |             |  |               |       |       |  |
|  |                  |                  |                | Canadá        | 10          |             |  |               |       |       |  |
|  |                  |                  | España         | 0             |             |             |  |               |       |       |  |
|  | Australia        | 10               | España         | 0             |             |             |  |               |       |       |  |
|  | Australia        | 10               |                |               |             |             |  |               |       |       |  |
|  | España           | 14               |                |               |             |             |  |               |       |       |  |
|  | España           | 14               |                |               |             |             |  |               |       |       |  |
|  |                  |                  |                |               |             |             |  |               |       |       |  |